# مارک وارد (بازیکن فوتبال، زاده ۱۹۸۲)
مارک وارد (انگلیسی: Mark Ward؛ زادهٔ ۲۷ ژانویهٔ ۱۹۸۲) بازیکن فوتبال اهل بریتانیا است.
از باشگاه‌هایی که در آن بازی کرده‌است می‌توان به باشگاه فوتبال وورکساپ تاون اشاره کرد.